# Рекламные ролики Тима Бёртона
Рекла́мные ро́лики Ти́ма Бёртона — телевизионная реклама, снятая американским режиссёром Тимом Бёртоном в период с 1998 по 2000 год для разных компаний.
На данный момент насчитывается три ролика, снятых Бёртоном: «Садовый гном», «Кунг-фу» и «Манекен» (последние два были сняты одновременно для компании Timex). Режиссёр неоднократно заявлял, что не прочь продолжить снимать рекламу.

## Садовый гном
«Садовый гном» (англ.  «Garden Gnome») первый рекламный ролик, снятый Бёртоном в 1998 для жевательной резинки Hollywood Gum для французского телевидения. Также известен под названием «Hollywood Gum». Длительность: 44 секунды.
Ролик повествует о побеге с клумбы керамического садового гнома, влекомого неизвестной силой к приключениям. В результате короткого, но опасного путешествия в кузове мусоровоза, гном оказывается в диком лесу, где, продравшись через заросли, обнаруживает купающуюся в озере у водопада живую обнаженную девушку — Белоснежку из диснеевского мультфильма. Белоснежка замечает гнома и игриво улыбается ему. Гном с разбегу ныряет в озеро к Белоснежке. Камера совершает наезд на рекламируемый продукт, лежащий на сброшеных штанах Гнома.

## Timex
«Кунг-фу» (англ.  «Kung-fu») и «Манекен» (англ.  «Mannequin») два ролика снятых Бёртоном для рекламной кампании часов Timex в 1999—2000 гг. Съемки обоих роликов происходили в Праге, Чехия и были спродюсированы компанией Квентина Тарантино «A Band Apart». Оба ролика объединены одними и теми же отрицательными персонажами.

### Кунг-фу
В ролике изображено противоборство безымянного главного героя с двумя противниками на улицах мрачного европейского города. Весь ролик стилизован под популярный фильм братьев Вачовски «Матрица» (1999). Длительность: 1 минута.
Главный герой, похожий на главного героя фильма «Матрица», преследуемый двумя отрицательными персонажами прыгает с крыши. Плавно опустившись на мостовую, он, предварительно выставив на таймере наручных электронных часов время, вступает в бой сразу с обоими противниками. Используя приемы рукопашного боя он блокирует руки противников, (которые при приближении оказываются протезами, снабженными механизмами для убийства) и запускает на их электронных часах секундомеры. Как только время на секундомерах противника истекает, главный герой ударом ног выбивает противников с поля боя.
Третьего злодея появившегося на поле боя с некоторым опозданием ожидает та же участь. Как только его секундомер подает звуковой сигнал, главный герой одерживает над ним победу.
По окончании битвы главный герой слышит звук сработавшего секундомера собственных часов и победоносно сдувает с них пыль. В финальном кадре показаны валяющиеся протезы рук злодеев с часами на них.
Ролик выходил в двух вариантах. В сокращенной версии, длящейся 30 секунд, была вырезана сцена преследования главного героя, его прыжок с крыши здания и появление третьего отрицательного персонажа.

### Манекен
Длительность: 1 минута.
Главная героиня, одетая в облегающий кожаный костюм, бежит по безлюдным улицам ночного города от одного из злодеев, появлявшихся в ролике «Кунг-фу». Скрываясь от него она сначала ныряет в лужу, а когда противник пробегает мимо, укрывается в магазине, полном манекенов. По пути она включает таймеры на трех электронных часах у неё на руке.
Злодей, привлеченный движением, также входит в магазин. Рядом с ним срабатывает таймер — в ответ злодей наносит удар в манекен, на чью руку, как оказалось, надеты часы. Срабатывает ещё один таймер. Злодей снова наносит удар, разбивая голову ещё одному манекену. Звук третьего сработавшего таймера застает злодея врасплох. Он видит, что на этот раз часы надеты на затянутую в кожу лодыжку, главной героини. Ударяя ногой в прыжке главная героиня нокаутирует злодея, и поправляя часы на ноге улыбается в камеру.
Финальный кадр, рука главной героини заново запускает таймер.
Съемки ролика «Манекен» происходили неподалёку от места съемок ролика «Кунг-фу», на Малостранской площади (чеш. Malostranské náměstí) и Мостецкой улице (чеш. Mostecká). Роль главной героини исполнила невеста режиссёра, модель и актриса Лиза Мэри.
По неподтвержденным сведениям существует непринятый сценарий ролика, где герои «Кунг-фу» и «Манекена» объединяют свои усилия в борьбе против отрицательных персонажей. Этот ролик не был снят.